# Gecko
Gecko — рушій виведення (двигун), який використовується в таких програмах як Mozilla Firefox, Mozilla Thunderbird, SeaMonkey, Sunbird, NVU тощо.
Рушій Gecko (старі назви — «Raptor», «NGLayout») спочатку розроблявся для браузера Netscape Navigator. Для тестування двигуна було створено відкриту програму Mozilla Suite. Пізніше, після розпаду Mozilla Suite на окремі компоненти, став основою багатьох програм.
Головна концепція Gecko полягає в підтримці відкритих стандартів Internet, таких як HTML, CSS, W3C DOM, XML і JavaScript. Друга концепція — крос-платформенність (можливість перенесення на різні платформи). Gecko підтримує унікальну технологію XUL (XML User Interface Language). Це XML-мова опису користувацького інтерфейсу. Мовою XUL написані всі основні продукти сімейства Mozilla. Опис інтерфейсу за допомогою XML також підтримується Qt.